# Saint-Ouen-des-Besaces
Saint-Ouen-des-Besaces település Franciaországban, Calvados megyében. Lakosainak száma 443 fő (2018. január 1.). Saint-Ouen-des-Besaces Dampierre, Saint-Jean-des-Essartiers, Saint-Martin-des-Besaces és Placy-Montaigu községekkel határos.

## Népesség
A település népessége az elmúlt években az alábbi módon változott:
| Lakosok száma | 294  | 278  | 227  | 235  | 254  | 318  | 374  | 394  | 436  | 443  |
|               | 1962 | 1968 | 1982 | 1990 | 1999 | 2008 | 2011 | 2013 | 2017 | 2018 |